# Землетрясение в Эш-Шелиффе (1954)
9 сентября 1954 года в 02:04 по местному времени (01:43 UTC) в провинции Эш-Шелифф в Алжире произошло землетрясение. Его магнитуда составила 6,7 балла, а интенсивность по шкале Меркалли — XI. Оно разрушило город Эш-Шелифф, который тогда назывался Орлеансвилль. Погибло не менее 1243 человек, 5000 получили ранения. Ущерб был оценён в 6 миллионов долларов. За землетрясением последовали многочисленные афтершоки. Землетрясение считается одним из самых смертоносных в истории и самым сильным в Северной Африке.

## Тектоническая обстановка
Ежегодно в Алжире происходят сильные землетрясения, ущерб от которых по шкале Меркалли варьируется от VI (сильного) до XI (экстремального). Атласские горы сталкиваются с асейсмической деформацией (изменение формы, не вызванное движением в разломах), при этом движение в разломах не быстрое.
Землетрясение 1954 года, по данным Международного сейсмологического центра, имело магнитуду 6,7 и глубину 15 километров. Во время землетрясения 1954 года пять подводных телефонных кабелей в Средиземном море были перерезаны оползни.

## Разрушения, раненые и погибшие
Землетрясение ощущалось на запад до Мостаганема, на юг до Тиарета и на восток до Тизи-Узу. За землетрясением последовало множество афтершок, в том числе сильный в 22:18 UTC 16 сентября. Основной удар разрушил 16 километров породы, вызвав разломы и трещины в земле вдоль массива Дахра. Геологическая служба США относит землетрясение 1954 года к числу самых смертоносных землетрясений в истории. Агентство France Press сообщило, что это было самое сильное землетрясение в истории Северной Африки.
От 1243 до 1409 погибли, около 5000 были ранены.

## Последствия
Пятая часть Орлеансвила была полностью разрушена, он был восстановлен и переименован в Эль-Аснам, а позже в Эш-Шелифф. Алжир установил правила сейсмостойкости ещё в 1717 году, но именно землетрясение 1954 года положило начало полностью всеобъемлющим реформам в области сейсмостойкого проектирования.